# Augusto Carlos Teixeira de Aragão
Augusto Carlos Teixeira de Aragão (Lisbona, 15 giugno 1823 – Lisbona, 29 aprile 1903) è stato uno storico, numismatico, archeologo e ufficiale medico portoghese.
Si ritirò dall'esercito portoghese con il grado di generale. È considerato uno dei "padri" della numismatica nel paese.

## Biografia
Era il figlio di José Maria Teixeira de Aragão e di sua moglie, Mariana Ermogene da Silva.
Si laureò in medicina, raggiungendo, in seguito, la posizione di chirurgo mór-em-chefe dell'esercito portoghese.
Come chirurgo, nella parrocchia Melides della contea di Santiago do Cacém, partecipò agli aiuti per i bisognosi colpiti dalla epidemia di dissenteria vi ebbe luogo nel 1849. In seguito ha lavorato come direttore dell'ospedale militare di Tavira.
Fin dalla tenera età si dedicò alla raccolta di monete, che, insieme con la sua straordinaria attività intellettuale e all'amicizia con Luigi del Portogallo, gli ha permesso approfondire questo campo della scienza.
Nel 1860 è stato responsabile per il lavoro di riscoperta del sito archeologico della città romana di Balsa, a Tavira.
Nel 1867, in qualità di cancelliere dell'Ufficio del palazzo di Ajuda, era responsabile per l'organizzazione, la catalogazione e l'esposizione del Museo di Antichità di Ajuda, dove erano stati riuniti pezzi di grande valore provenienti dal tesoro della casa reale portoghese, da conventi estinti e da singoli individui. In aggiunta, perfezionato l'acquisizione di nuovi pezzi. Durante l'esecuzione di queste funzioni gli è stato affidato il compito di portare alcuni pezzi della Collezione reale portoghese alla Esposizione universale di Parigi (1867), a cui la "Commission de L'histoire du Travail" di questa mostra ha assegnato una medaglia d'oro. Durante l'esposizione ebbe l'opportunità di entrare in contatto con i più famosi personaggi nel mondo della numismatica.
Nel 1870 pubblicò Descrição Histórica das Moedas Romanas Existentes no Gabinete Numismático de sua Majestade El-Rei O Senhor D. Luiz I. Un anno dopo fu ammesso come membro corrispondente dell'Instituto Histórico e Geográfico Brasileiro, grazie al rapporto favorevolmente su questo lavoro, dato dalla Commissione di Archeologia e Etnografia.
Nel 1874 entro a far parte della Sociedade Histórica da Independência de Portugal- SHIP, di cui in seguito ricoprì la carica di vice-tesoriere.
Nel 1875 fu pubblicato il primo dei tre volumi di un'opera monumentale dal titolo Descrição Geral e Histórica das Moedas Cunhadas em Nome dos Reis, Regentes e Governadores de Portugal. Teixeira de Aragão ne previde un quarto, mai concretizzatosi, che avrebbe dovuto comprendere le monete del Brasile e dell'Africa occidentale portoghese.
Nello stesso anno divenne componente della Comissão da Academia Real de Belas Artes, nominata dal governo del tempo, con l'obiettivo di proporre la riforma dell'insegnamento delle Belle Arti, di un piano per l'organizzazione dei musei, e di un servizio dei monumenti storici e archeologici.
Riprodotto il disegno esatto della Medaglia d'Olhão que Olhanenses concesso l'allora principe reggente D. João.
Fu eletto nella sezione di Storia e Archeologia presso l'Accademia Reale delle Scienze di Lisbona il 28 dicembre 1876.
Nel 1877 partecipò alla conferenza archeologica su Citânia de Briteiros tenutasi a Guimarães.
Nel 1880 divenne membro della commissione creata dall'Associazione Reale degli Architetti civili e degli archeologi portoghesi (RAACAP), il cui obiettivo principale era legato alla questione del patrimonio netto, attraverso mostre ai governi sulla conservazione dei monumenti storici.
Nell'anno 1881 fece parte del comitato organizzatore nominato per la speciale mostra in prestito sull'arte ornamentale spagnola e portoghese tenutasi al South Kensington Museum di Londra.
Era un membro della Società Geografica di Lisbona, la "Société française de numismatique" e del Comitato delle Antichità della "Real Academia de la Historia de Madrid". In Brasile, è stato ammesso come consigliere di istituto storico e geografico di São Paulo.

## Pubblicazioni
- As minhas ferias. Lisboa: Typographia da Academia das Bellas Artes, 1843. 64p.
- Vidigueira: Fragmentos históricos Archiviato il 1º giugno 2012 in Wikiwix.. Beja: O Bejense, 1861.
- Vidigueira: Convento do Carmo Archiviato il 2 giugno 2012 in Wikiwix.. Beja: O Bejense, 1861.
- Description des Monnaies, Médailles et Autres Objets D'Art Concernant L'Histoire Portugaise. Paris: Imprimerie Administrative de Paul Dupont, 1867. 171p.
- Notes sur quelques numismates portugais des XVIIe, XVIIIe et XIXe siècles : lettre a M. le vicomte de Ponton d'Amécourt. Paris: Pillet, 1867.[3]
- Relatório sobre o Cemitério Romano Descoberto próximo da cidade de Tavira em Maio de 1868. Lisboa: Imprensa Nacional, 1868. 20p.
- Catálogo descriptivo das moedas e medalhas portuguezas que formam parte da colecção do Visconde de Sanches de Baena.[4] Lisboa: Typographia de Castro Irmão, 1869.
- Descripção Histórica das Moedas Romanas existentes no Gabinete Numismático de sua Magestade EL-Rei O Senhor Dom Luiz I. Typographya Universal, 1870. 640p.
- D. Vasco da Gama e a Villa da Vidigueira D. Vasco da Gama e a Villa da Vidigueira. Lisboa: Typographya Universal, 1871.
- Typos politicos: Mestre Manoel Camões.[5] Lisboa: Almanach Arsejas - Liv. Arsejas, 1872.
- Descrição geral e histórica das moedas cunhadas em nome dos reis, regentes e governadores de Portugal (Tomo I). Lisboa: Imprensa Nacional, 1875. 538p.
- Descrição geral e histórica das moedas cunhadas em nome dos reis, regentes e governadores de Portugal (Tomo II).Lisboa: Imprensa Nacional, 1877. 578p.
- Descrição geral e histórica das moedas cunhadas em nome dos reis, regentes e governadores de Portugal (Tomo III). Lisboa: Imprensa Nacional, 1880. 714p.
- Revista Militar Tomo XXXVIII. Lisboa, 1886.P548-551
- Vasco da Gama e a Vidigueira: Estudo historico. Lisboa: Imprensa Nacional, 1887. 164p.
- Anneis: Estudo Archiviato il 5 ottobre 2017 in Wikiwix.. Lisboa: Typographia da Academia Real das Sciencias, 1887. 25 p.
- Breve noticia sobre o descobrimento da América. Lisboa: Typographya da Academia Real das Sciencias, 1892. 80p.
- Catálogo dos objectos de arte e industria dos indígenas da América que, pelas festas commemorativas do 4º centenário da sua descoberta, a Academia Real das Sciencias de Lisboa envia à Exposição de Madrid Archiviato il 5 ottobre 2017 in Wikiwix.. Lisboa: Typographya da Academia Real das Sciencias, 1892. 44p.
- Diabruras, santidades e prophecias. Lisboa: Typographya da Academia Real das Sciencias, 1894. 151p.
- Antiguidades romanas de Balsa. Lisboa: O Archeologo Português, 1896.N.º2.p55-57.
- Memoria historica sobre os Palacios da residencia dos V. Reys da India. Manuscrito.
- Lettere[6]
- Salone Mostra[7]
- Articoli di giornale[8]
- Articoli libri[9]

## Onorificenze
- Cavaliere del Order Militare della Torre e della Spada[10] (1868).
- Cavaliere del Order di Cristo.
- Commendatore del Order Militare di Avis[11] (1870).
- Cavaliere del Ordine Militare di Avis[12] (1874).
- Teixeira de Aragão Medaglia[13] - coniato dalla società portoghese di Numismatica in 1963 a bronzo patinato con un diametro di 70 mm e peso di 163g.
- Piazza Dr. Teixeira de Aragão, nella parrocchia di Benfica, a Lisbona.